# Dorsale de Carlsberg

Dorsale de Carlsberg

La dorsale de Carlsberg, ou ride de Carlsberg, est une dorsale du nord-ouest de l'océan Indien. Elle prolonge la dorsale centrale indienne et est elle-même prolongée vers l'ouest par la ride d'Aden. 